# مرسین (اسپانیا)
مُرسین دهستانی در استان آستوریاس اسپانیا است.
در این دهستان ۳٬۰۹۴ نفر زندگی می‌کنند. مساحت این دهستان ۵۰٫۰۵ کیلومتر مربع است.

## نگارخانه

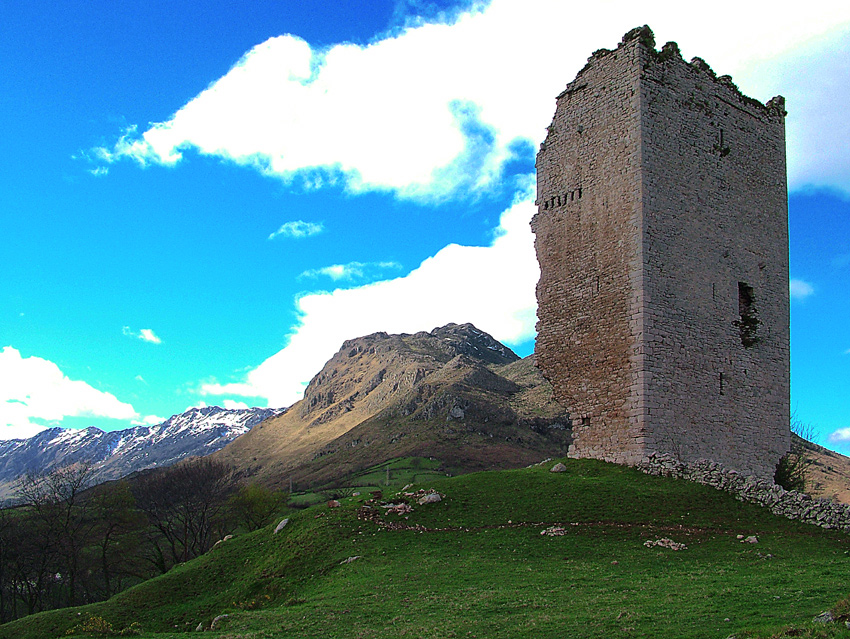
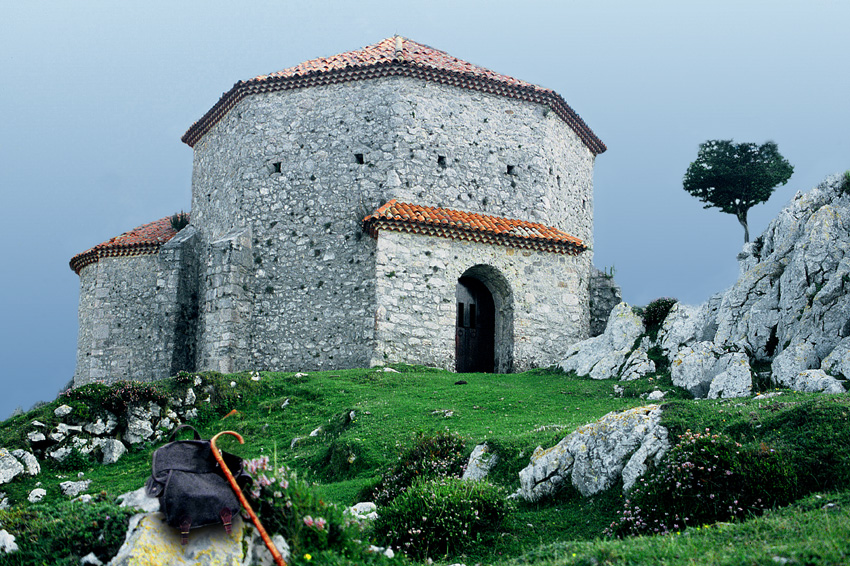
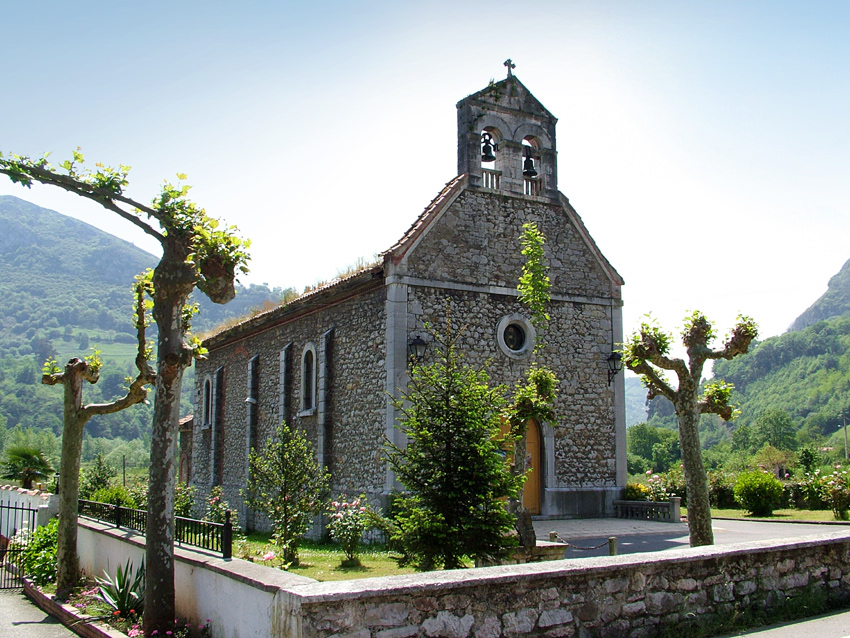
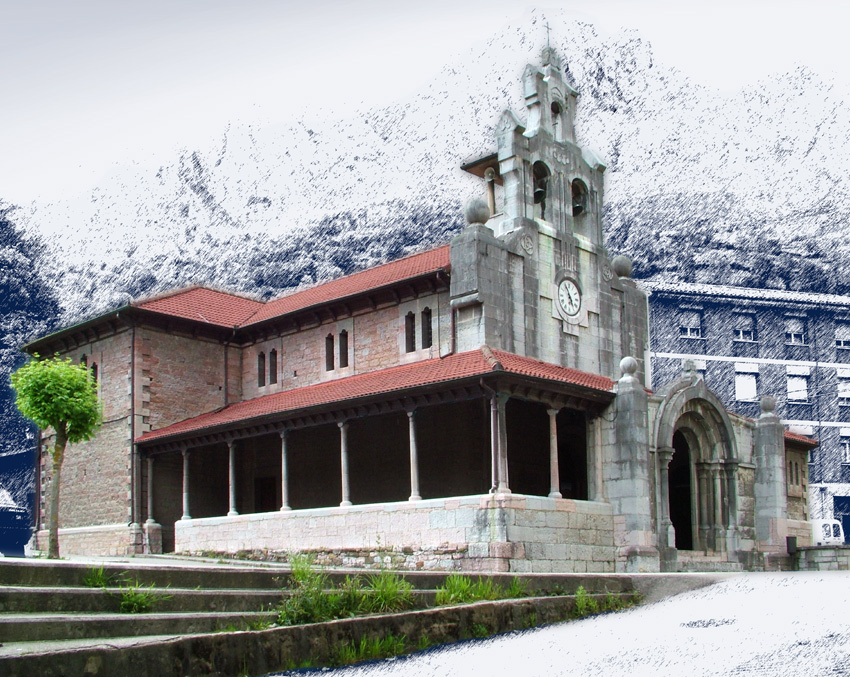
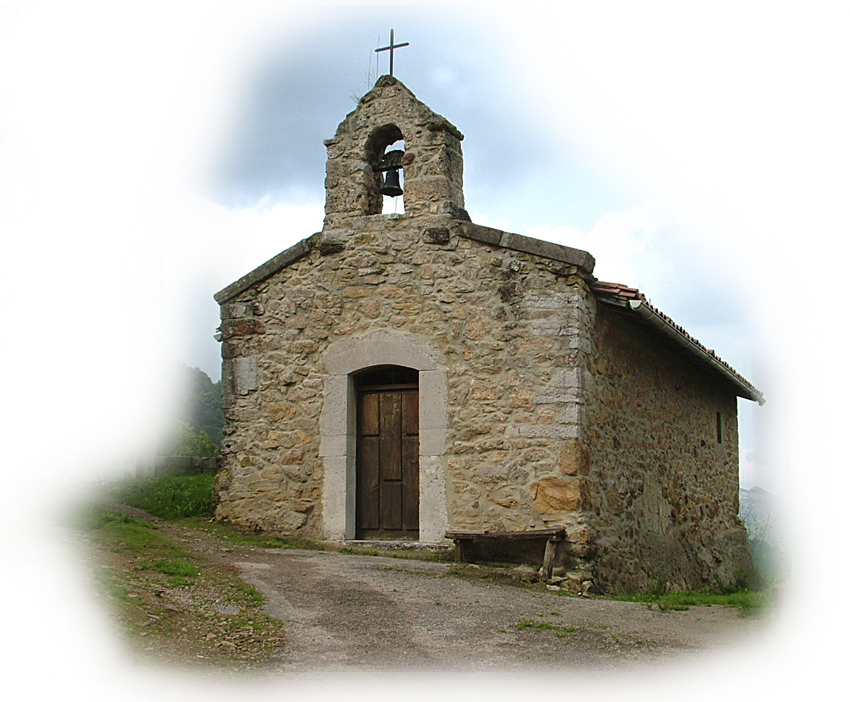
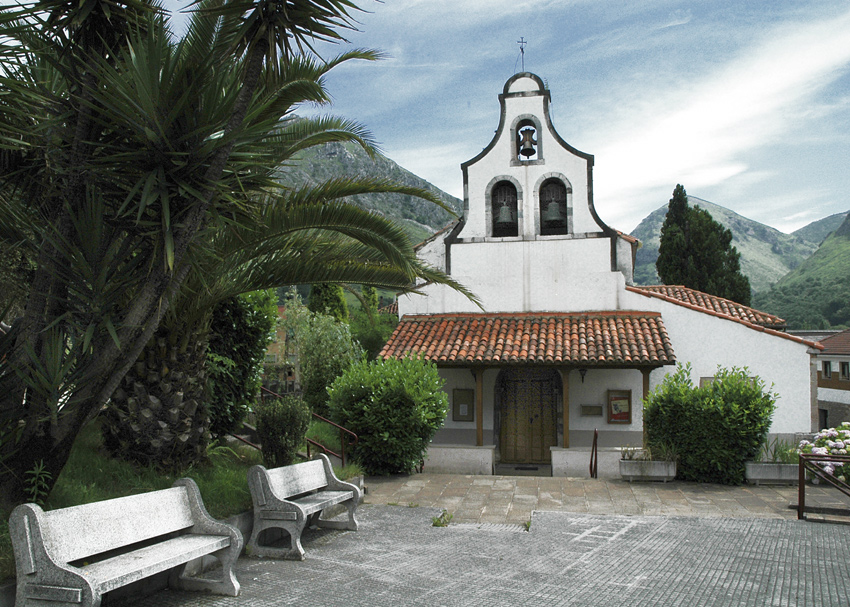
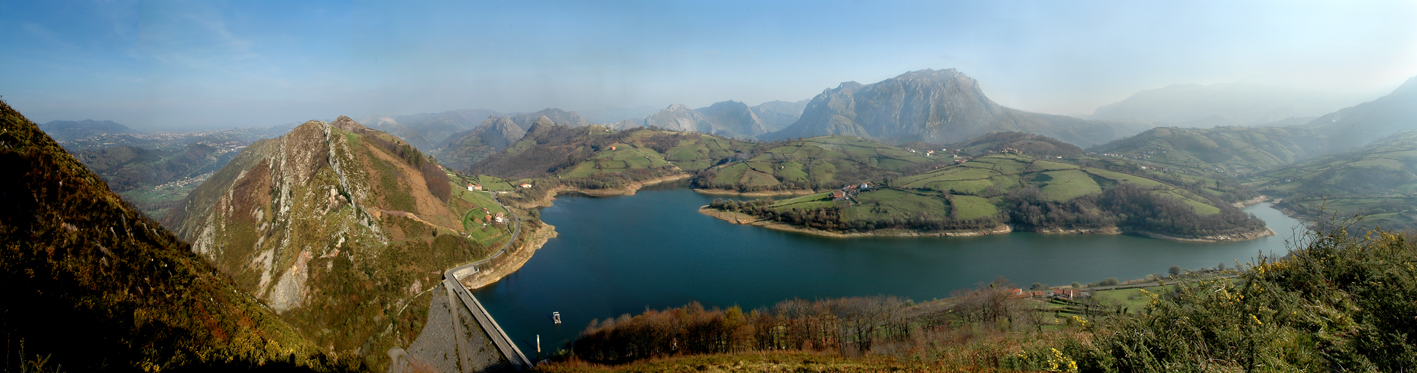
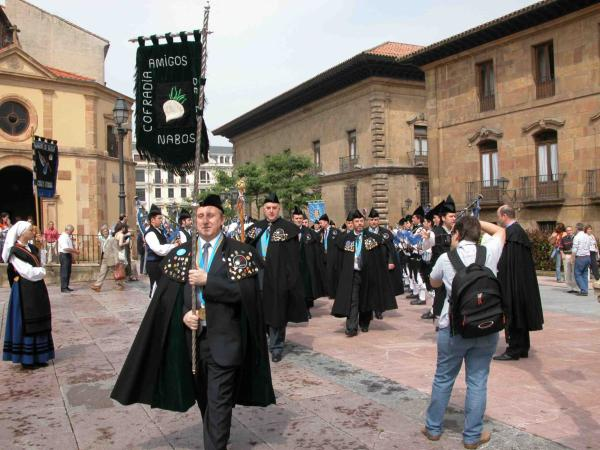
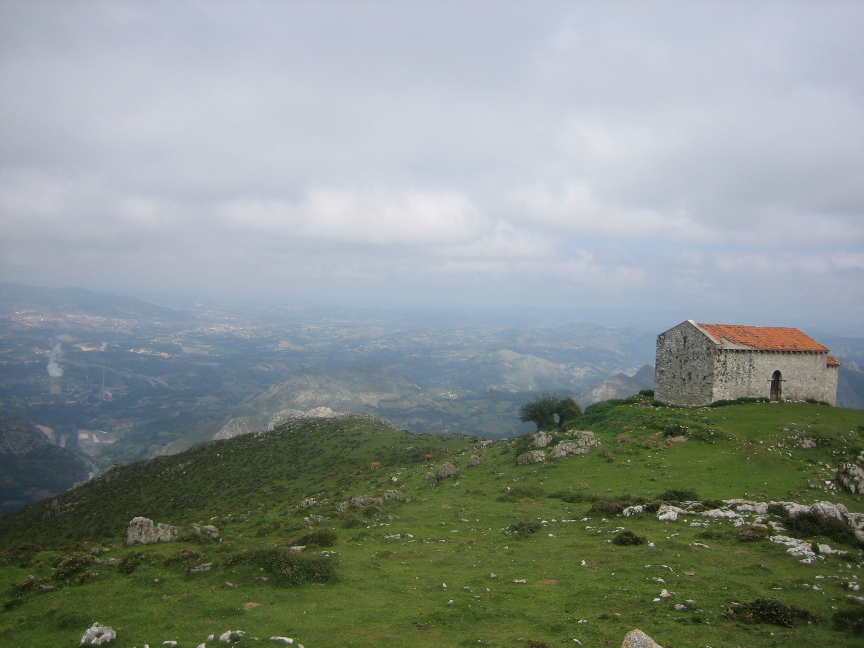